# 낭골로 음붐바
낭골로 음붐바(영어: Nangolo Mbumba, 1941년 8월 15일~)는 나미비아의 제4대이자 현재 대통령인 나미비아의 정치인이다. 그는 하게 게인고브의 사후 2018년부터 2024년까지 나미비아의 두 번째 부통령으로 재직했다.
남서아프리카 인민기구(SWAPO)의 회원인 음붐바는 나미비아의 농업, 물, 농촌 개발 (1993년~1996년), 재무 (1996년~2003년), 정보 방송 (2003년~2005년), 교육 (2005년~2010년) 및 안전 및 보안 (2010년~2012년) 정부 부처의 수장을 역임했다. 2012년부터 2017년까지 그는 SWAPO의 사무총장을 역임했다.
그는 건강이 좋지 않아 떠난 니키 이얌보의 후임으로 2018년 나미비아의 부통령으로 임명되었다. 그는 2024년 2월 하게 게인고브가 사망하면서 대통령직을 승계했으며, 선거에 출마할 의사가 없다고 발표했다.

## 정치 경력
음붐바는 공식적으로 1985년에 교육문화부 차관으로 SWAPO에 자리를 잡았다. 1987년에 그 자리를 떠난 그는 SWAPO의 총장 샘 누조마의 개인 비서 자리에 들어갔다. 1994년 나미비아로 월비스베이가 넘겨지는 동안 공동 행정관을 포함하여 정당간의 직책을 계속 수행하면서, 그는 당의 지위를 높였다.
1993년부터, 음붐바는 나미비아 국회와 농업, 물, 농촌 개발 (1993년~1996년), 재정 (1996년~2003년), 정보 방송 (2003년~2005년) 교육 (2005년~2010년), 안전 및 보안 (2010년~2012년)을 포함한 정부 부처에서 근무했다.
음붐바는 2012년 의회에서 SWAPO 사무총장으로 선출되었는데, 이는 당의 구조에서 3위로 여겨지는 자리이다. 그는 우토니 누조마의 244표에 반대하는 352표를 얻어 승리했고, 선거 전에 성공하면 장관직을 사임하겠다고 약속했다. 2012년 12월 4일, 의회 이후 개각에서 이매뉴얼 은가치제코가 그의 후임으로 안전안전부 장관으로 임명되었다.
2018년 나미비아의 제1대 부통령 니키 이얌보가 건강 악화를 이유로 자리에서 물러났을 때, 하게 게인고브 대통령은 음붐바를 후임자로 임명했다.

## 대통령직
2024년 1월 24일 하게 게인고브 대통령이 암 치료를 위해 미국을 방문했을 때 음붐바는 나미비아의 대통령 권한대행이 되었다. 그는 2024년 2월 4일 빈트후크의 주 하원에서 게인고브가 사망한 지 약 15시간 만에 대법원장 피터 시부테에 의해 선서를 하고 네툼보 난디은다이와 부총리를 그의 후임 부통령으로 임명했다. 그녀는 게인고브에 의해 2024년 나미비아 대통령 선거의 SWAPO 대통령 후보로 선출되었다. 음붐바는 2025년 3월 21일에 만료되는 게인고브의 임기를 마칠 것으로 예상된다.